# Fotonica del silicio

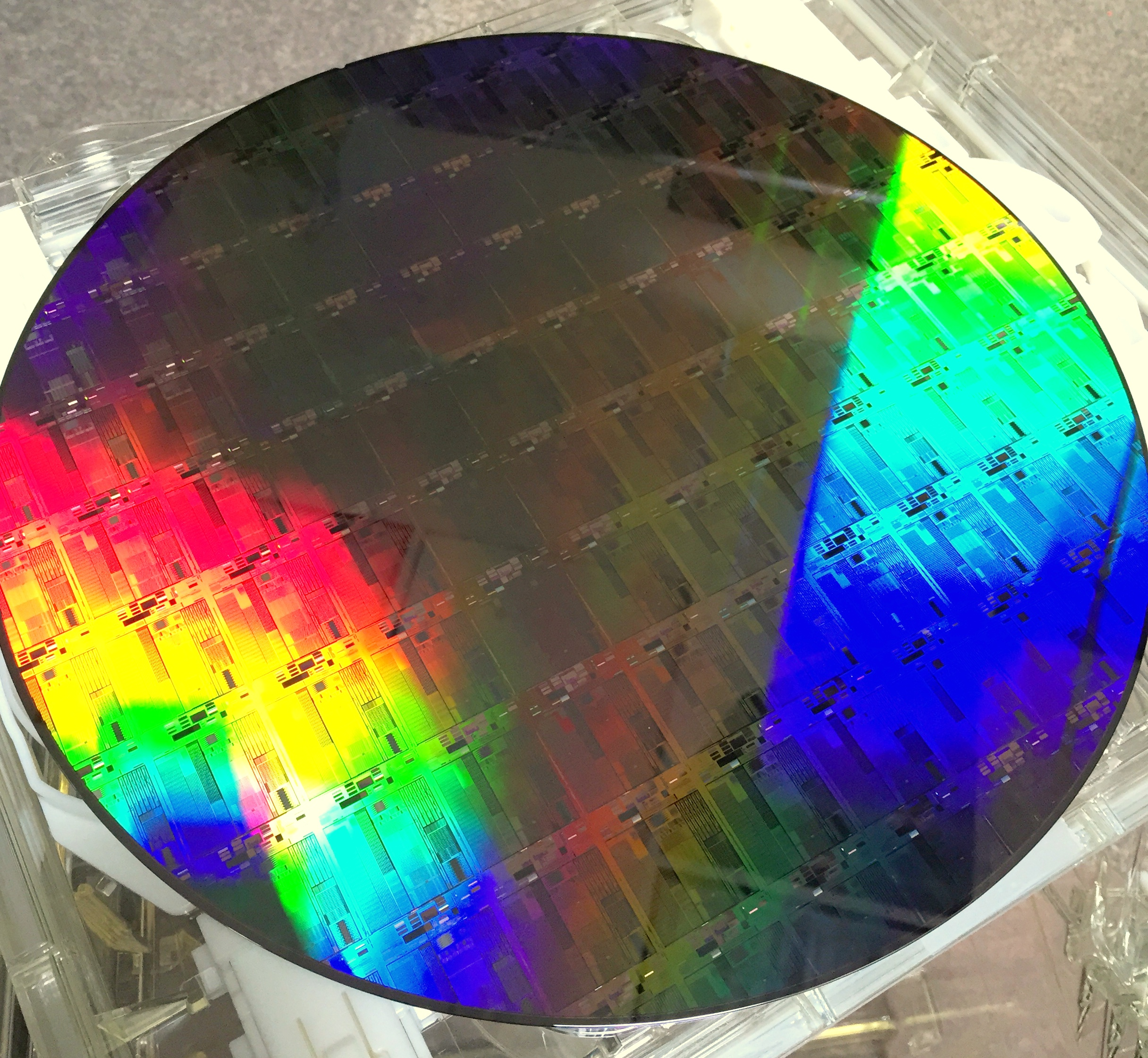
Un wafer di 300 mm impiegato nella fotonica del silicio

La fotonica del silicio è lo studio e l'applicazione di sistemi fotonici che usano il silicio come un mezzo ottico. Grazie infatti al suo alto indice di rifrazione, pari a 3.48 a 1,55 micrometri, esso permette di creare strutture in grado di avere un alto confinamento della luce introdotta nella guida, aprendo le porte a strutture con minori raggi di curvatura (fino a pochi micrometri) e quindi dimensioni ridotte. 
Il silicio usato in questo contesto è solitamente modellato con una precisione sub-micrometrica all'interno dei singoli componenti fotonici; questi operano nella scala dell'infrarosso, tipicamente alla lunghezza d'onda di 1,55 micrometri, usata peraltro anche in tutti i sistemi di telecomunicazione in fibra ottica. Il silicio viene depositato su uno strato diossido di silicio in ciò che comunemente viene denominato come SOI (silicon on insulator).
Tutti gli apparecchi realizzati con la fotonica del silicio si avvalgono delle consuete tecniche di fabbricazione utilizzate per la fabbricazione di semiconduttori, questo riduce notevolmente i costi che invece si avrebbero dovendo creare da zero una linea di produzione ad-hoc per un altro specifico materiale. Proprio per il fatto che il silicio sia già ampiamente utilizzato per la realizzazione di circuiti integrati, si presta alla realizzazione di ibridi ottici ed elettronici. 
Tale tecnologia è alla base degli studi su acceleratori di particelle miniaturizzati utilizzabili in chimica, struttura dei materiali e biologia.